# Chicago FC United
El Chicago FC United es un equipo de fútbol de los Estados Unidos que juega en la USL League Two, la tercera división de fútbol en el país.

## Historia
Fue fundado en el año 2016 en la ciudad de Chicago luego de la fusión de los equipos Chicago Fire Premier, Chicago Trevian SC, Chicago Titans FC and Chicago Spartans FC con el fin de crear a un solo equipo que formara parte de la antiguamente conocida como Premier Development League.
En 2017 fue uno de los equipos de expansión de la liga, terminando en quinto lugar de su división, y no pudo clasificar a la fase de playoff en su primera temporada.

## Entrenadores
- Charlie Trout (2017-)